# ロイヤルカスタマー
ロイヤルカスタマーとは経営学用語の一つ。ある企業や商品やサービスに対しての忠誠心の高い顧客のことを言う。このような顧客が存在するならば、需要が存在した場合には他社を利用することなく自社のみを利用し続けてくれることから安定した収益が期待できる。企業はロイヤルカスタマーを獲得するためには顧客へのサービスを充実させることであり、顧客に不満をもたれることなく、洗練されカスタマイズされたサービスを提供し続けることが顧客からの忠誠心の向上につながるというわけである。